# Phellus glaucus
Phellus glaucus là một loài ruồi trong họ Asilidae. Phellus glaucus được Walker miêu tả năm 1851. Loài này phân bố ở miền Australasia.